# Rekere
De Rekere of Reker, ook Richara is een voormalige rivier in de provincie Noord-Holland, die de grens vormde tussen Kennemerland en West-Friesland.
De Rekere, die voor het eerst in de archieven vermeld wordt in 1094, takte af van het Schermermeer, liep langs Alkmaar en mondde uit in de Zijpe bij het huidige Krabbendam. Graaf Floris V damde hem af rond 1264. Later bouwde hij in de buurt van de Rekeredam een dwangburcht, de Nuwendoorn. 
Het huidige Noordhollandsch Kanaal volgt tussen Huiswaard (ten noorden van Alkmaar) tot Krabbendam (Zijpersluis) de oude loop van de rivier.
De Rekerdijk die langs de Rekere ligt is onderdeel van de Westfriese Omringdijk.

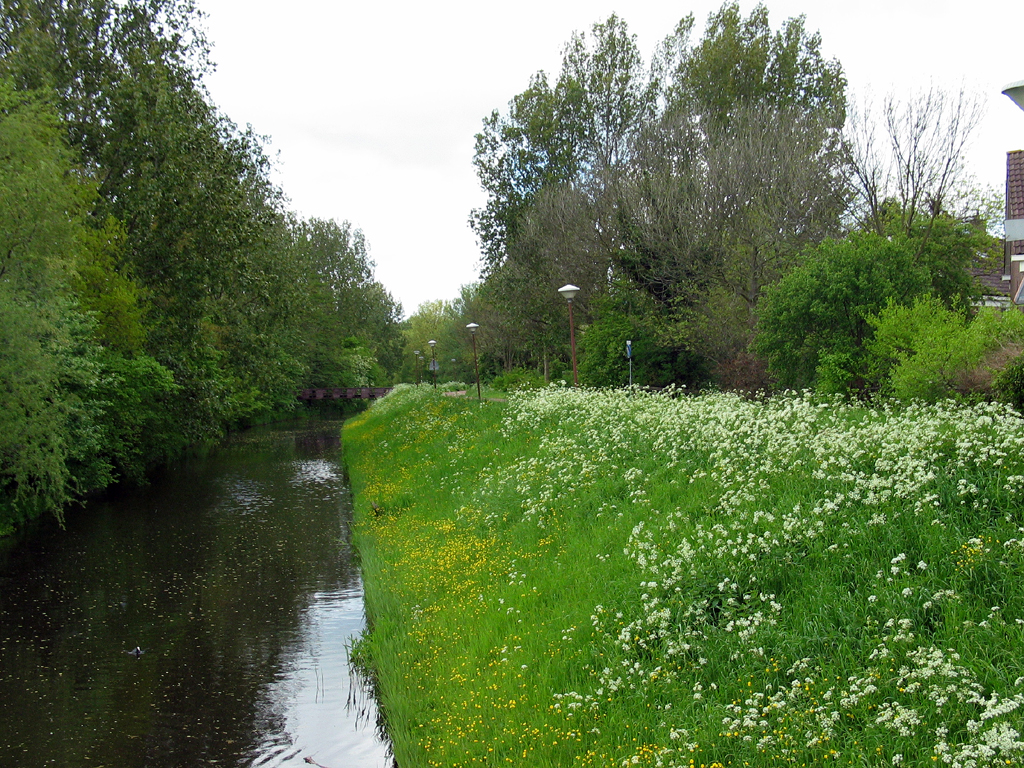
De Rekerdijk met een overblijfsel van het riviertje de Rekere.
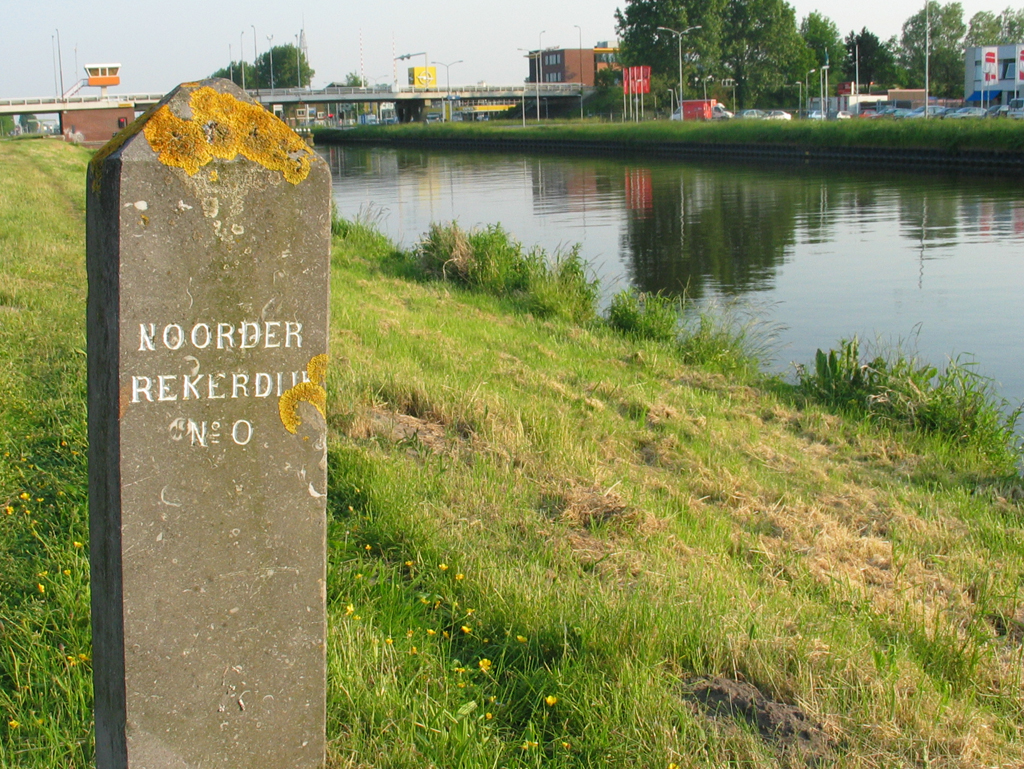
Markeringspaal aan de Rekerdijk